# Michelle Campi
Michelle Campi, (Estados Unidos) é uma ex-ginasta estadunidense, que competiu em provas de ginástica artística.
Entre os maiores êxitos de sua carreira estão a medalha de prata no Mundial de Indianápolis, em 1991, conquistada na prova por equipes, ao lado das companheiras Shannon Miller, Kim Zmeskal, Betty Okino, Kerri Strug e Hilary Grivich, as medalhas de bronze no individual geral e de prata nas barras assimétricas, no Nacional Americano de 1992 e a vaga como suplente para os Jogos Olímpicos de Barcelona, devido a lesão sofrida durante os treinos.
Aposentada, passou a estudar cinema, literatura e narração, mudando-se ainda para Porto Rico. Radicada em San Juan, ajuda a família nos negócios, já que sua mãe e seu tio abriram uma loja e uma sorveteria na cidade.